# Broken Orchestra
Broken Orchestra ist ein Kurzfilm von Charlie Tyrell, der die Folgen der finanziellen Kürzungen der Kunstförderung an den öffentlichen Schulen in Philadelphia zum Thema hat.

## Inhalt

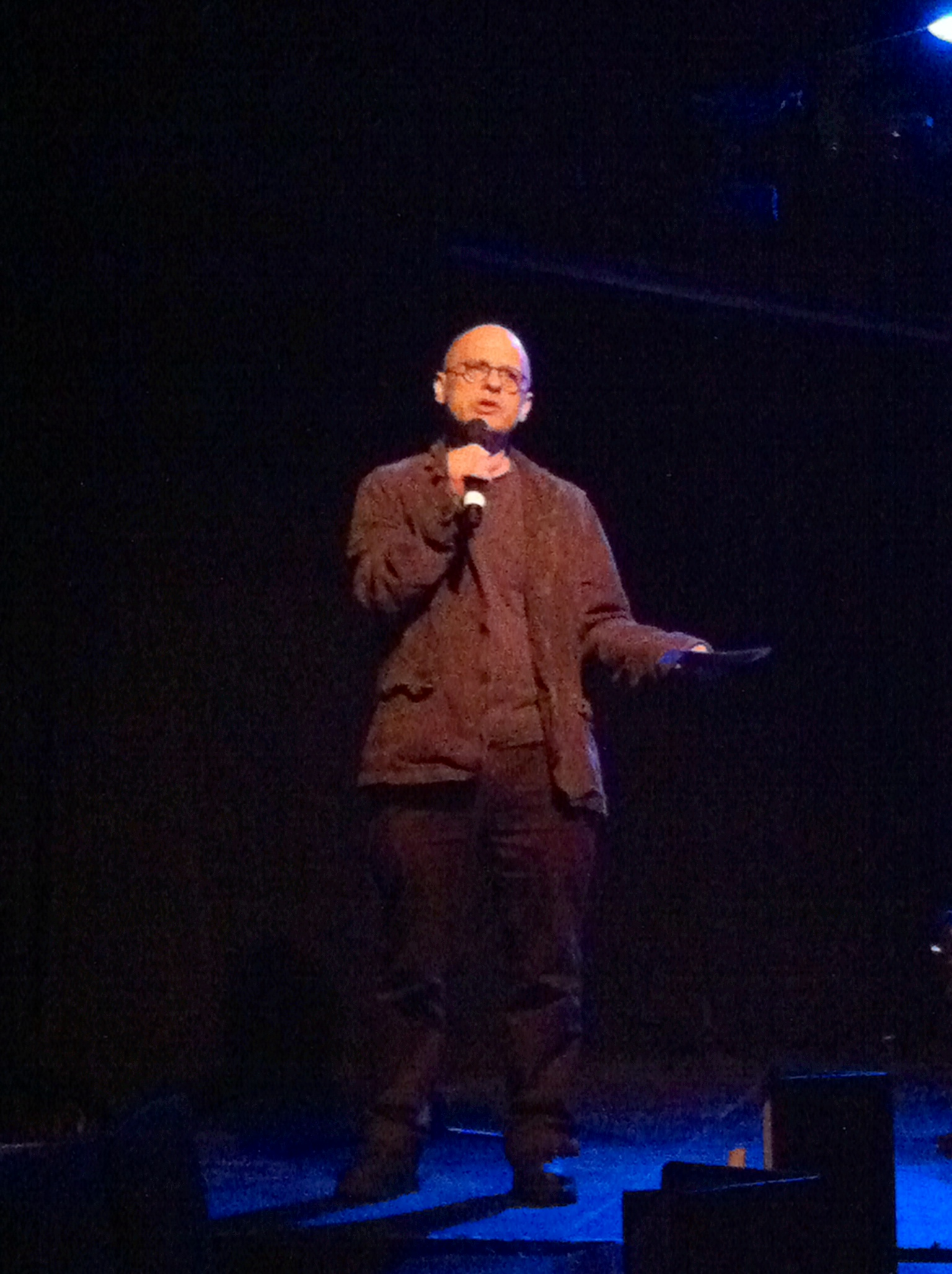
Der Komponist David Lang

Ein Vorspann zeigt, dass zwischen 2007 und 2017 die Unterstützung für die Kunstförderung an den öffentlichen Schulen in Philadelphia von 1,3 Mio. auf 50.000 US-Dollar gekürzt wurde. Philadelphia hat eine große Musik- und Jazz-Geschichte vorzuweisen, die nach diesen Kürzungen in Gefahr ist. 
Auf den Fluren und Treppenhäusern, und den Klassenräumen und den Zimmern der Lehrer einer Schule stehen Fernsehgeräte, in denen verschiedene Menschen, Lehrer, Musiker und Musikliebhaber, in Videos über die Bedeutung von Musik und der Wichtigkeit des Erlernens von Instrumenten im Allgemeinen und für die Stadt im Besonderen, aber auch der Bedeutung für sie selbst und für die Gemeinschaft, erzählen. Die Kamera stattet auch der Sporthalle der Schule einen Besuch ab, in der eine Unmenge Instrumente aufgebaut sind. 
Unter den Menschen, die im Film zu Wort kommen, finden sich die Projektmanagerin Anna Drozdowski, der Komponist David Lang, von dem auch die Filmmusik stammt, die Cellistin Liz Filios, der Posaunist Daniel Blacksberg, die Flötistin Rosylin McGee und der Violinist Joseph Conyers. Auch Frank Machos, der Musikpädagoge des School District of Philadelphia, und Robert Blackson, der Initiator des Projektes „Symphony for a Broken Orchestra“, kommen zu Wort. Das Projekt wurde vom Pew Center für Kunst und Kulturerbe in Philadelphia unterstützt.

## Produktion
Regie führte Charlie Tyrell, der gemeinsam mit Josef Beeby auch das Drehbuch schrieb.
Im Juni 2019 wurde der Film in den USA erstmals gezeigt. Im Oktober 2019 wurde er beim Philadelphia Film Festival, im Januar 2020 beim Sundance Film Festival 2020 vorgestellt. Nach der Absage des South by Southwest Film Festivals, wo der Film im März 2020 gezeigt werden sollte, stellten der Independentfilmverleih Oscilloscope Laboratories und das Technikunternehmen Mailchimp den Film 30 Tage lang kostenlos auf einer gemeinsamen Onlineplattform zur Verfügung. Hiernach entschieden sich die Macher des Films, ihn dort zwei weitere Jahre mit einer SVOD-Lizenz laufen zu lassen. Zudem gehört Broken Orchestra zu den Filmen, die beim South by Southwest Film Festival gezeigt und durch eine Kooperation mit Amazon Prime Video im Rahmen der „SXSW 2020 Film Festival Collection“ von Amazon virtuell zur Verfügung gestellt wurden. Der Film war in den USA zehn Tage lang kostenlos vor der Prime-Video-Paywall verfügbar. Im Juni 2020 wird er bei AFI DOCS gezeigt.

## Auszeichnungen
Cleveland International Film Festival 2020
- Auszeichnung mit dem Tom and Ginny Knoll Family Award[5]

Florida Film Festival 2020
- Auszeichnung als Bester Dokumentarkurzfilm mit dem Grand Jury Award[6]

Philadelphia Film Festival 2019
- Auszeichnung als Bester Kurzfilm mit dem Jury Award (Charlie Tyrell)

Sundance Film Festival 2020 
- Nominierung als Bester Kurzdokumentarfilm  (Charlie Tyrell)

South by Southwest Film Festival 2020
- Nominierung für den Grand Jury Award - Documentary Short  (Charlie Tyrell)